# Nor Yedesia
Nor Yedesia (in armeno Նոր Եդեսիա?, anche chiamato Nor-Yedisia e Nor Edesia; precedentemente Nor Amanos) è un comune dell'Armenia di 982 abitanti (2010) della provincia di Aragatsotn.